# Pedro Morcillo Rubio de Auñón
Pedro Morcillo Rubio de Auñón,  (Villarrobledo, España, 14 de febrero de 1683- Lima, Virreinato del Perú, abril de 1747) fue un religioso español, Obispo de Panamá y de Cuzco.

## Biografía
Miembro de la familia Morcillo Rubio de Auñón (originaria de Villarrobledo). Hijo de Pedro Morcillo, hermano del virrey Diego Morcillo Rubio de Auñón, 
y de Catalina de la Parra. Viajó a América conn su tío para continuar la carrera eclesiástica al lado de éste. Ocupó varios cargos en América, 
entre ellos maestrescuela y canónigo de la catedral de Chuquisaca o Charcas (hoy Sucre). Coadjutor de la diócesis Metropilitana de Lima desde el 17 de septiembre de 1731.
Obispo de Panamá en 1732 hasta 1741. Obispo de Cuzco desde el 18 de abril de 1742.
Interesado por la historia y geografía de Panamá, en mayo de 1736 dejó escrita una "relación geográfica", que es una descripción detallada de los pueblos del istmo.
Esta relación se encuentra en el Archivo General de Indias`, y es considerada fuente obligada para conocer el pasado de Panamá. 
En 1743 vuelve a ocupar el  cargo de obispo de Cuzco. De su tiempo es la custodia de la catedral, hecha por el artista orfebre español Gregorio Gallegos. Inaugurada el 14 de junio de 1745. Estuvo valorada en 90.000 pesos, tiene una altura de 1,20 m, pesa 21,6 kilos y contiene 331 perlas, 263 diamantes, 221 esmeraldas, 62 rubíes, además de amatistas, brillantes, topacios, 5 zafiros blancos y 1 ágata.
En el templete que guarda la custodia está labrado el escudo heráldico del obispo Pedro Morcillo.
El obispo falleció en Lima a raíz del terremoto que asoló el puerto del Callao en abril de 1746, dónde quedó herido. Sus restos descansan en la cripta de la Catedral del Cuzco. El virrey Manso de Velasco ordenó estudios para reconstruir Lima y Cuzco. Alfonso Carrión Morcillo, sobrino del fallecido obispo y prestigioso abogado, presidió las reuniones.